# Aphistogoniulus hova
Espèce
Synonymes
- Aphistogoniulus polleni Jeekel, 1971[2]
- Mystalides hova (Saussure & Zehntner, 1897)[3]
- Spirobolus hova De Saussure & Zehntner, 1902[3]

Statut de conservation UICN

 EN B1ab(i,ii,iii,v)+2ab(i,ii,iii,v) : En danger
Aphistogoniulus hova est une espèce de mille-pattes de la famille des Pachybolidae endémique de Madagascar.

## Répartition et habitat
Cette espèce est endémique des forêts tropicales humides de basse altitude dans le nord-est de Madagascar. Elle est notamment présente dans la forêt de Betampona, dans la forêt d'Andasibe ainsi que dans la forêt de Kalalao sur l'île Sainte-Marie.